# Bochtige jaguarbloem
De bochtige jaguarbloem (Oncidium flexuosum) is een orchidee met eivormige tot langwerpige, afgeplatte, 2–8 cm lange, verdikte spruiten, die op 2–5 cm afstand van elkaar ontspringen uit een kruipende wortelstok. De bladeren staan alleen of in paren  aan de top van de spruiten. Ze zijn riemvormig, 10–35 cm lang en 2,5–5 cm breed. 
De bloemen groeien met meerdere in 60–120 cm lange, vertakte bloeiwijzen. De bloemen zijn 1,5–2 cm groot. Ze bestaan uit vijf, kleine, langwerpige, geel en bruin gevlekte bloemdekbladen en een heldergele lip met twee kleine zijlobben en een grote, ronde, aan de top ingesneden middenlob. Aan de voet van de lip bevindt zich een driedelig, vlezige, rood met gele structuur. De vruchten zijn doosvruchten, die met overlangse spleten opengaan en vele, kleine zaden bevatten. 
De bochtige jaguarbloem komt van nature voor in Brazilië. De soort wordt door orchideeënliefhebbers veel gekweekt.